# Hustle Till I Die
Hustle Till I Die è il secondo album in studio da solista del rapper statunitense Juicy J, pubblicato nel 2009.

## Tracce
1. Hustle Till I Die (featuring V-Slash) – 2:41
2. 30 Inches (featuring Gucci Mane & Project Pat) – 4:09
3. Fiyayaya Weed (featuring Project Pat) – 3:03
4. North Memphis Like Me (featuring V-Slash) – 3:30
5. My Niggaz – 3:18
6. Ghost Dope – 3:22
7. Violent – 3:25
8. Let's Get High – 3:45
9. Ugh Ugh Ugh (featuring Project Pat & Webbie) – 3:59
10. You Niggaz Pussy (featuring V-Slash) – 2:59
11. Skit – 0:47
12. Real D Boyz – 2:33
13. Purple Kush (featuring Gorilla Zoe & Project Pat) – 3:30
14. Skit – 0:27
15. That What a Pimp Does – 3:13
16. Sell a Lot of Thangs – 2:56
17. You Can Get Murked – 3:47
18. Get Me Some Money (featuring V-Slash & Project Pat) – 3:38
19. Fuck All Ya'll (featuring V-Slash) – 3:50
20. Pimp (Outro) – 3:48